# Katarzyna Zajdel-Kurowska
Katarzyna Monika Zajdel-Kurowska (ur. 9 czerwca 1973) – polska ekonomistka, urzędniczka państwowa. W latach 2007–2009 podsekretarz stanu w Ministerstwie Finansów, w latach 2013–2018 członkini Zarządu Narodowego Banku Polskiego.

## Życiorys
Ukończyła studia na Wydziale Nauk Ekonomicznych Uniwersytetu Warszawskiego. Od 1996 do 1998 była zatrudniona w Departamencie Polityki Finansowej i Analiz Ministerstwa Finansów. W 1998 została ekonomistką w banku Citibank (Poland), po połączeniu w 2001 z Bankiem Handlowym objęła stanowisko dyrektora zespołu analiz, a w 2005 głównego ekonomisty. Była polskim dyrektorem Europejskiego Banku Inwestycyjnego. Należała do współzałożycieli Polskiego Stowarzyszenia Ekonomistów Biznesu, została też wiceprezesem Towarzystwa Ekonomistów Polskich.
W latach 2007–2009 była podsekretarzem stanu w Ministerstwie Finansów w rządzie Jarosława Kaczyńskiego i pierwszym rządzie Donalda Tuska. Była też wiceprzewodniczącą Komisji Nadzoru Bankowego. W latach 2009–2012 pełniła funkcję zastępczyni dyrektora wykonawczego z ramienia Polski w Międzynarodowym Funduszu Walutowym. W latach 2012–2013 była doradczynią prezesa Banku Gospodarstwa Krajowego. W latach 2013–2018 wchodziła w skład Zarządu Narodowego Banku Polskiego, następnie pełniła funkcję doradcy prezesa NBP. W latach 2018–2022 zajmowała dyrektorskie stanowisko w grupie Banku Światowego, została zastąpiona przez Jacka Kurskiego. W latach 2023–2024 była niezależną członkinią rady nadzorczej ING Banku Śląskiego.

## Życie prywatne
Jest zamężna, ma jedno dziecko.